# Tatort: Verschleppt
Verschleppt ist ein Fernsehfilm aus der Krimireihe Tatort. Es ist der siebte Fall des saarländischen Ermittlerteams Kappl und Deininger und zugleich ihr letzter Fall, da sich der Saarländische Rundfunk im November 2011 von den beiden Hauptdarstellern Weber und Brückner, angeblich nicht einvernehmlich, trennte. Die Erstausstrahlung des vom Saarländischen Rundfunk produzierten Beitrags erfolgte am 22. Januar 2012 im Ersten Deutschen Fernsehen.

## Handlung
Neben einer Autobahn wird die Leiche eines erstochenen jungen Mädchens gefunden, am selben Tag finden Passanten ein lebendes Mädchen auf. Beide waren mit weißen Kitteln bekleidet, unterernährt und hatten schwere Wunden an der Haut. Alles weist darauf hin, dass sie jahrelang in einer Art Verlies gefangen gehalten wurden. Es gibt jedoch keine Anzeichen für sexuellen Missbrauch. Die Tote ist die 16-jährige Sonia Lehmann, die vor zwei Jahren verschwunden ist, die Lebende ist die 17-jährige Barbara Romers, seit sieben Jahren verschollen. Barbara ist geistig völlig verwirrt und macht keinerlei verwertbare Aussagen. Kappl und Deininger gehen davon aus, dass die beiden Mädchen geflohen sind und Sonia auf der Flucht von ihrem Entführer getötet wurde. Am Körper der Toten werden Spuren einer jeweils unbekannten männlichen und weiblichen DNS entdeckt, was darauf hinweist, dass sich noch ein drittes Mädchen in der Gewalt des Entführers befindet, vermutlich die vor fünf Jahren verschwundene Elisabeth Werth. Die Ermittler müssen schnell handeln und verdächtigen den früheren Bademeister Andi Mollet, der wegen Exhibitionismus vor jungen Mädchen, darunter auch vor Sonia Lehmann, vorbestraft ist. Doch dieser scheidet nach einigen Ermittlungen letztlich als Verdächtiger aus. Der Vater der toten Sonia verletzt Mollet, den er für den Täter hält, mit einem Messer und muss von Kappl und Deininger festgenommen werden. Barbara Romers verschwindet währenddessen aus dem Krankenhaus, was die Polizei unter noch stärkeren Zugzwang stellt.
Die unter Sonia Lehmanns Fingernägeln gefundene männliche DNS kann von Forensiker Horst Jordan einem wegen Körperverletzung vorbestraften Mann namens Werner Mahler zugeordnet werden. In Mahlers Haus entdeckt Deininger in einem Nebenzimmer den Stoff der Kittel, woraufhin das Haus durchsucht wird. Eine Quittung über Isolierplatten, Kabelbinder und Drähte findet sich in seinem Keller, Mahler selbst ist verschwunden. Am nächsten Tag kommt Mahler überraschend in die SOKO und erklärt, mit der Polizei zusammenarbeiten zu wollen. Er habe nach seinem verschwundenen Freund Rudi Herder schauen wollen und deswegen dessen Zweitschlüssel benutzt. Im Haus habe er jedoch nur die drei Mädchen angetroffen, wobei ihn Sonia angegriffen habe. Den Stoff und die anderen Utensilien habe Mahler in Herders Auftrag besorgt, ohne zu wissen, was dieser damit vorhabe.
Deininger und Kappl lassen darauf das Haus Rudolf Herders, Ingenieur für Belüftungstechnik, durchsuchen, er selbst bleibt aber verschwunden. Auf dem Grundstück gibt es Spuren der Mädchen, diese selbst sind jedoch nicht auffindbar. Deininger erleidet einen Weinkrampf: Bei den Ermittlungen zum Vermisstenfall Barbara Romers vor sieben Jahren hatte er Herder verdächtigt und befragt, war jedoch von ihm als Verdächtigem wieder abgekommen. Daher fühlt er sich mitschuldig. In Herders Garten entdecken Deininger und Kappl ein Belüftungsrohr. Davon ausgehend finden sie einen versteckten Kellertrakt unter dem Haus, in dem sie Barbara Romers und Elisabeth Werth lebend vorfinden. Zusammen mit Sonia Lehmann waren die Mädchen hier jahrelang physisch und psychisch gefoltert worden. Die Gerichtsmedizinerin Rhea Singh identifiziert die Leiche eines Mannes, der vor drei Wochen bei einem Erdrutsch tödlich verunglückte, als den gesuchten Rudolf Herder. Folglich kann er Sonia Lehmann nicht getötet haben. Im Krankenhaus wird Barbara in letzter Minute davon abgehalten, Elisabeth mit einem Kissen zu ersticken. Daraus ergibt sich die Lösung des Falls: Barbaras Persönlichkeit wurde durch die jahrelange Folter dissoziativ verändert, so dass sie sich so sehr mit dem Entführer identifizierte, dass sie nach seinem Verschwinden in seine Rolle geschlüpft ist und alles tat, was er selbst getan hätte. Sie hat die flüchtige Sonia verfolgt und getötet, ist freiwillig in das Verlies zurückgekehrt und hat letztlich versucht, auch Elisabeth umzubringen.

## Hintergrund
Die Dreharbeiten zu Verschleppt fanden vom 27. April 2011 bis 25. Mai 2011 in Saarbrücken, Völklingen-Wehrden und Neunkirchen statt. Im November 2011 wurde bekannt, dass Verschleppt der letzte Fall des Ermittlerteams um Kappl/Deininger ist.

## Rezeption

### Einschaltquoten
Die Erstausstrahlung von Verschleppt am 22. Januar 2012 wurde in Deutschland insgesamt von 9,25 Millionen Zuschauern gesehen und erreichte einen Marktanteil von 24,3 % für Das Erste; in der Gruppe der 14- bis 49-jährigen Zuschauer konnten 2,96 Millionen Zuschauer und ein Marktanteil von 18,9 % erreicht werden.
In Österreich wurden 645.000 Zuschauer und 20 Prozent Marktanteil erzielt.

### Kritik
„Inspiriert von Kampusch, Fritzl & Co, kommt ‚Verschleppt‘ schnell zur Sache. Es geht um bestialisch gefangen gehaltene junge Mädchen. Dieser SR-‚Tatort‘ von Hannu Salonen ist filmästhetisch präzise und höchst suggestiv inszeniert. Doch die Abnormität des Verbrechens erfährt keinerlei thematische Durchdringung. Der Film spiegelt allenfalls ein gesellschaftliches Phänomen psychologischer Pervertierung. Vor allem aber benutzt er ein als real empfundenes Schreckensszenario allein zum Zweck der Unterhaltung. Sollte das, was Kinofilme machen, auch ein ‚Tatort‘ dürfen? Eine öffentlich-rechtliche Krimi-Diskussion ist überfällig!“

„Was uns in Zukunft beim Saar-‚Tatort‘ fehlen wird, zeigt sich jetzt noch mal in der finalen Folge mit Weber und Brückner: Webers Deininger wütet, als ginge es um sein Leben. Seine Zeit läuft ab, jetzt zeigt er es noch mal allen, auch wenn das in einer Art Selbstdemontage endet. Er springt einem Psychologen an die Gurgel, kippt einen Flachmann nach dem anderen rein, in einer Mischung aus Selbstüberschätzung und Selbstzweifeln schlägt er um sich. Da lässt sich selbst der von Brückner gespielte, besonnenere Kollege Kappl mitreißen: Lustvoll haut er in der Verhörzelle einem Verdächtigen in die Magengrube, weil er ihn für einen Päderasten hält. Saubere Polizeiarbeit geht anders. […] Die Aufgewühltheit der Ermittler lässt sich nachvollziehen: In ‚Verschleppt‘ (Regie: Hannu Salonen) geht es um drei Mädchen, die über Jahre von einem Entführer in einem unterirdischen Verlies gehalten wurden, in dem man sie mit bizarren technischen Gerätschaften auf Gehorsamkeit konditionierte. Das Natascha-Kampusch-Motiv wird von den Drehbuchautorinnen Khyana El Bitar und Dörte Franke (‚Das System‘) zu einem Thriller verarbeitet, der in einigen Momenten so feinsinnig daherkommt wie ein Folterschocker der Kinoreihe ‚Saw‘.“

„Dieser ‚Tatort‘ aus Saarbrücken ist kein leichter Fall. Für den Zuschauer. Die kühlen Farben, der über alles gelegte Blaustich, die düsteren Szenen, häufig mit der Handkamera gefilmt - anstrengend ist das für die Augen. Die fiepsigen Töne quälen, das Surren des Ventilators reibt auf. Die ‚Tatort‘-Folge ‚Verschleppt‘ zählt zu den richtig guten dieser Reihe! […] Kappl und Deininger waren bislang eher entspannt als ambitioniert, eher solide als spektakulär. Doch die Folge ‚Verschleppt‘ erinnert in ihrer Machart - sowohl inhaltlich als auch filmisch - eher an amerikanische oder skandinavische Krimis, die brutale Morde mit Profilern lösen. […] Keine Schreibtischtäter, kein abgeschottetes Ermittlerduo, kein nerviges Privatleben, sondern Action, ein großes Team, nur Berufliches und keine doppeldeutige Gesellschaftskritik. Ein verstörendes Verbrechen, entsprungen zwischen Pädophilie und Wahnsinn.“